# Моцартеум
Университетът „Моцартеум“ в Залцбург, Австрия и едноименните оркестър, концертна зала и фондация „Моцартеум“, са наименувани на композитора Волфганг Амадеус Моцарт.

## Университет
Музикалното училище „Моцартеум“, основано през 1880 г., е предшественик на днешния университет. През 1939 г. е преобразувано в Имперско висше училище „Моцартеум“. От 1945 г. се нарича само Музикално училище. През 1953 г. получава името Академия по музика и драматични изкуства „Моцартеум“ в Залцбург. През 1970 г. е преименувана на Висше училище по музикално и драматично изкуство „Моцартеум“ в Залцбург. От 1998 г. носи днешното си име Залцбургски университет „Моцартеум“ (дословно Университет „Моцартеум“ Залцбург, на немски: Universität Mozarteum Salzburg).
Университетът предлага курсове по струнни, духови и ударни инструменти. Разположен е в неотдавна ремонтираната основна сграда на адрес Mirabellplatz 1. Учреден е също Институт за историята на музикалното възприемане и интерпретация.

## Оркестър
Залцбургският оркестър „Моцартеум“ е учреден като "Асоциация и Моцартеум за катедрална музика” през 1841 г. с усилията на вдовицата на Моцарт, Констанца Вебер Моцарт с изявеното желание „за рафиниране на музикалния вкус по отношение на църковната музика, както и за концерти“. През 19 век концертите на оркестъра, официално наречен Оркестър „Моцартеум“ през 1908 г., стават център на музикалния живот в Залцбург.
Малка концертна зала в града, наречена Моцартеум и поддържана от фондацията, е построена между 1910 и 1914 г. от мюнхенския архитект Рихард Берндъл (1875 – 1955). Тя притежава исторически орган, направен от австрийската фирма Rieger през 1914 г.

## Фондация
„Международната фондация „Моцартеум“, която е свързана с университета, се грижи за съхраняването на материални спомени от Моцарт, включително неговата Библиотека Моцартиана), родния дом и къщата на Моцарт и др. Осигурява годишни награди за най-добрите студенти на Университета.
Провежда се ежегоден музикален фестивал „Седмица на Моцарт“ с изпълнения на творбите на композитора около неговия рожден ден 27 януари. В допълнение фондацията представя други 20 изпълнения през годината.